# Удод
Удо́д (лат. Upupa epops) — небольшая ярко окрашенная птица с длинным узким клювом и хохолком, иногда раскрываемым в виде веера. Широко распространён в южных и центральных областях Европы и Азии, а также почти на всей территории Африки. Излюбленным местом обитания является открытая местность с редким кустарником или деревьями, такая как саванна, луг или пастбище. Также встречается на культивируемых ландшафтах во фруктовых садах и виноградниках. Осторожен, но не пуглив — как правило, сторонится человека и улетает при его приближении. Много времени проводит на земле, охотясь на насекомых.
Представитель семейства удодовых (Upupidae) из отряда Птиц-носорогов (Bucerotiformes). Мнения орнитологов о систематическом положении этого вида весьма разнообразны. Некоторые учёные рассматривают подвиды обыкновенного удода как отдельные виды, а также выделяли удодов в отдельный отряд удодообразных (Upupiformes).
По данным Международного союза охраны природы, довольно многочисленный вид. Несмотря на то, что общая популяция птиц за последние годы снизилась, её динамика в настоящее время не позволяет рассматривать этот вид как уязвимый. В Международной Красной книге удод имеет статус таксона минимального риска (категория LC).
В толковом словаре Даля для удода указаны два синонима — пустушка и потатуйка. В настоящее время в обиходе эти названия используются редко.

## Описание

### Внешний вид
Небольшая птица длиной 25—29 см и размахом крыльев 44—48 см. Выделяясь полосатым чёрно-белым оперением крыльев и хвоста, длинным тонким клювом и длинным хохолком на голове, является одной из самых легкоузнаваемых птиц. Окраска головы, шеи и груди в зависимости от подвида варьирует от розоватого до каштанового (орнитолог С. А. Бутурлин описывает его как «глинисто-красноватый»). Крылья широкие, округлые, окрашены контрастными чёрными и беловато-жёлтыми полосами. Хвост средней длины, чёрный с широкой белой перевязью посередине. Брюшная часть туловища розовато-рыжая, с черноватыми продольными полосами по бокам. Хохол на голове оранжево-рыжий, с чёрными вершинами перьев. Обычно хохол сложен и имеет длину 5-10 см, (зависит от размера птицы) однако при приземлении (в другое время редко) птица распускает его, обычно 10-15 см в высь веером. Клюв длиной 4—5 см, слегка загнут вниз. Язык, в отличие от многих других видов птиц, сильно редуцирован. Ноги свинцово-серые, достаточно сильные, с короткими цевками и тупыми когтями. Самцы и самки внешне друг от друга не отличаются. Молодые птицы в целом окрашены в менее насыщенные тона, имеют более короткий клюв и хохол.

### Поведение
По земле передвигается быстро и проворно, подобно скворцам. В случае внезапной тревоги, когда нет возможности спастись бегством, может затаиться, прижавшись к земле, распластав крылья и хвост и приподняв вверх клюв.

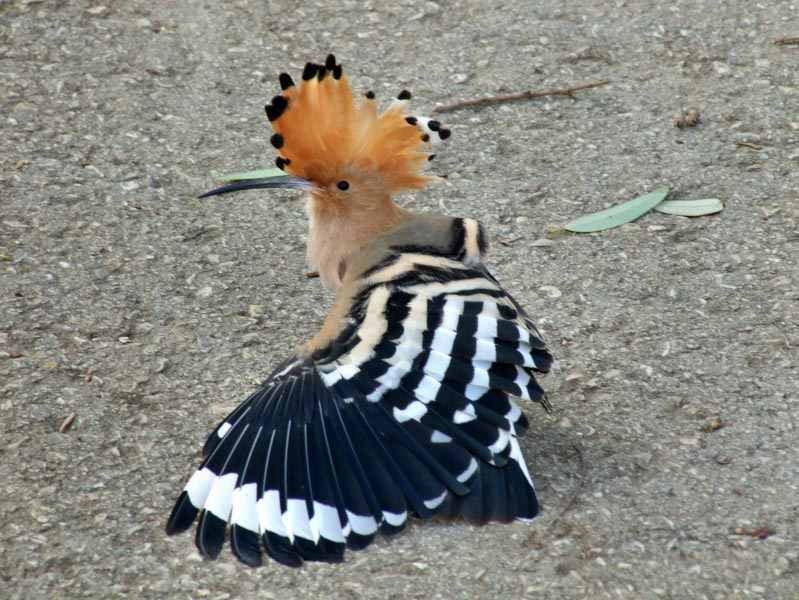

В период насиживания и кормления птенцов у взрослых птиц и птенцов вырабатывается маслянистая жидкость, выделяемая из копчиковой железы и имеющая резкий неприятный запах. Выпуская её вместе с помётом на пришельца, удоды пытаются защититься от некрупных наземных хищников — вследствие такой адаптации в глазах человека птица приобрела репутацию очень «нечистоплотного» существа. Полёт у удода небыстрый, порхающий, как у бабочки. Тем не менее он достаточно манёвренный, и пернатым хищникам редко удаётся схватить удода в воздухе.
Удод не относится к стайным птицам; встреченная группа удодов, как правило, являет собой выводок.

### Голос
Вокализация удода такая же особенная, как и его внешний вид. Голос — глухой, слегка гортанный трёх-пятисложный крик «уп-уп-уп» или «уд-уд-уд» (откуда и получил своё название), повторяемый несколько раз подряд. Интервал между сериями звуков редко превышает 5 с. Родовое научное название птицы, Upupa, является звукоподражанием этой необычной песни (явление, в лингвистике называемое ономатопеей). Кроме того, в случае удивления или испуга удод издаёт пронзительный вопль «чи-ир», напоминающий крик кольчатой горлицы. Иногда во время брачных игр или при ухаживании за потомством издаёт глухой раскатистый звук.

## Распространение

### Ареал

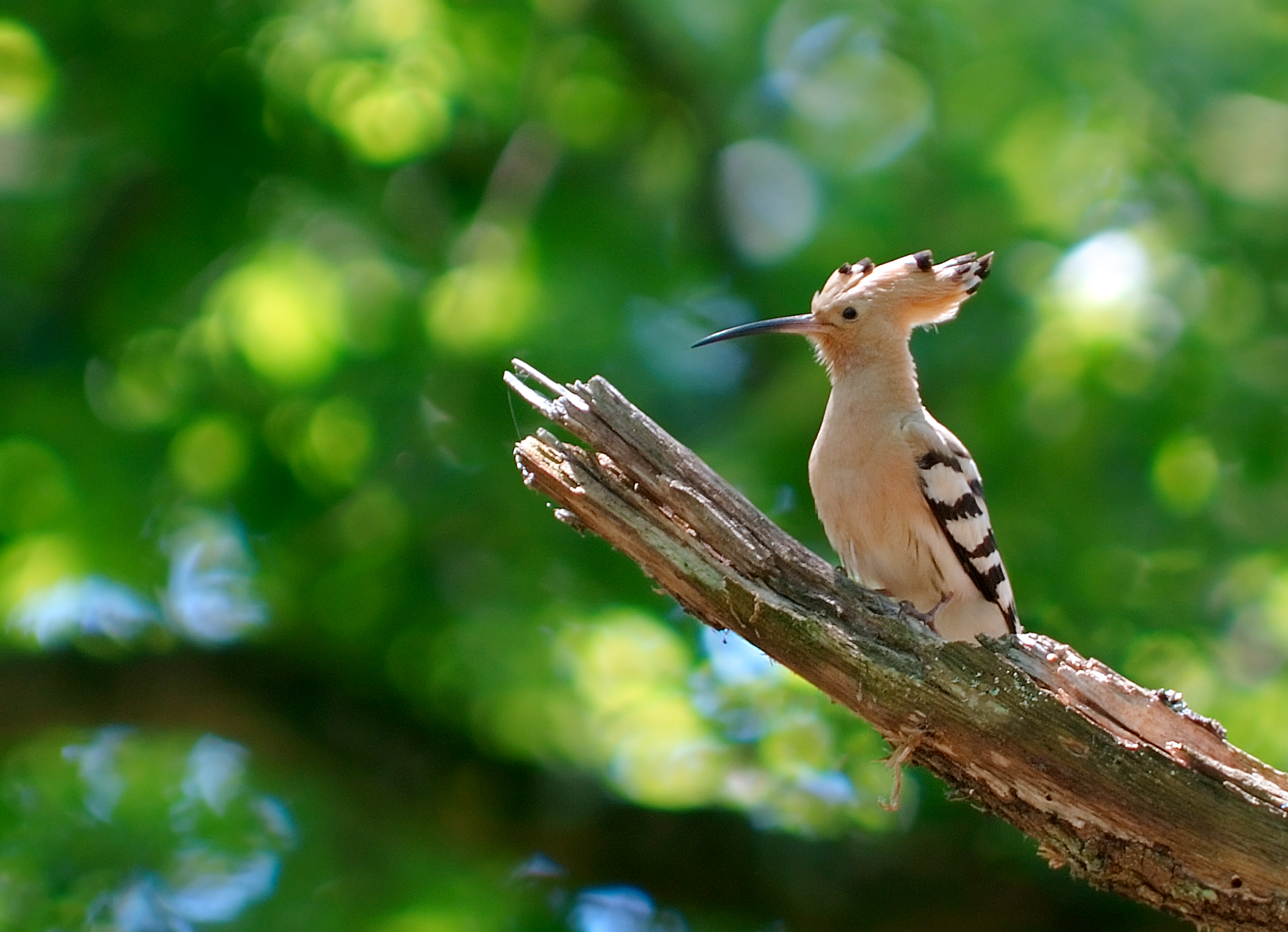

Удод — птица Старого Света. В Евразии распространена на всём протяжении с запада на восток, в средней и южной её части. На западе и севере Европы практически не гнездится на Британских островах (известны случайные залёты на юг Англии), странах Бенилюкса, Скандинавии, а также в высокогорных районах Альп, Апеннин и Пиренеев. В Германии и Прибалтике распространена спорадически. В Европейской части России гнездится к югу от Финского залива (юг Ленинградской области), Новгородской, Ярославской, Нижегородской областей, республик Татарстан и Башкортостан. В Западной Сибири поднимается до 56° с. ш., достигая Томска и Ачинска. В Восточной Сибири граница ареала огибает озеро Байкал с севера, проходит через Южно-Муйский хребет в Забайкалье и опускается до 54-й параллели в бассейне реки Амур. В континентальной Азии за пределами России обитает почти повсеместно, избегая только пустынь и участков сплошного леса. Встречается на Японских островах, Тайване и Шри-Ланке. На юго-востоке достигает южной части полуострова Малакка. Известны случайные залёты на Суматру и остров Калимантан. В Африке основной ареал расположен к югу от Сахары, а также на крайнем севере вдоль побережья Средиземного моря. На Мадагаскаре обитает в западной, более засушливой части. В горах обычно встречается до 2000 м над уровнем моря, хотя в отдельных случаях поднимается до 3100 м.

### Место обитания
Обычно селится на равнине либо в холмистой местности, где предпочтение отдаёт открытым ландшафтам без высокой травы в сочетании с отдельными деревьями или небольшими рощами. Наибольшей численности достигает в тёплых и засушливых районах — степной и лесостепной зоне, саванне. Держится по степным оврагам, на лугу, у кромки или на опушке леса, в речной долине, в предгорьях, в прибрежных кустарниковых дюнах, в пустыне — в саксаульниках. Часто встречается на используемых человеком ландшафтах — пастбищах, в виноградниках или фруктовых посадках. Иногда селится в пределах населённых пунктов, где кормится за счёт мусорных свалок и охотно гнездится в постройках человека. Низинных, сырых участков избегает. Для гнездовий использует дуплистые деревья, расщелины в камнях, норы в обрывах рек, термитники, углубления каменных строений. Активен в светлое время суток, для ночлега использует дупла деревьев, скалистые трещины или другие подходящие убежища.

### Миграция
В зависимости от широты оседлая, кочующая или перелётная птица. Большая часть популяций номинативного подвида, гнездящегося в западной Палеарктике, за исключением Египта и южной части Алжира, в зимнее время перемещается в центральные и южные районы Африки южнее Сахары. Небольшое количество птиц зимует в Средиземноморье и на севере африканского континента. Птицы Центральной Азии, и, в частности, Сибири, мигрируют на юг континента. Небольшая часть российских удодов зимует на востоке Туркменистана и южной части Азербайджана. Сроки миграции значительно растянуты во времени — весенний прилёт приходится на начало февраля — май с пиком в середине марта — апреле, осенний отлёт начинается в середине июля и заканчивается в конце октября. Пролёт проходит широким фронтом, ночью либо на зорях.

## Размножение

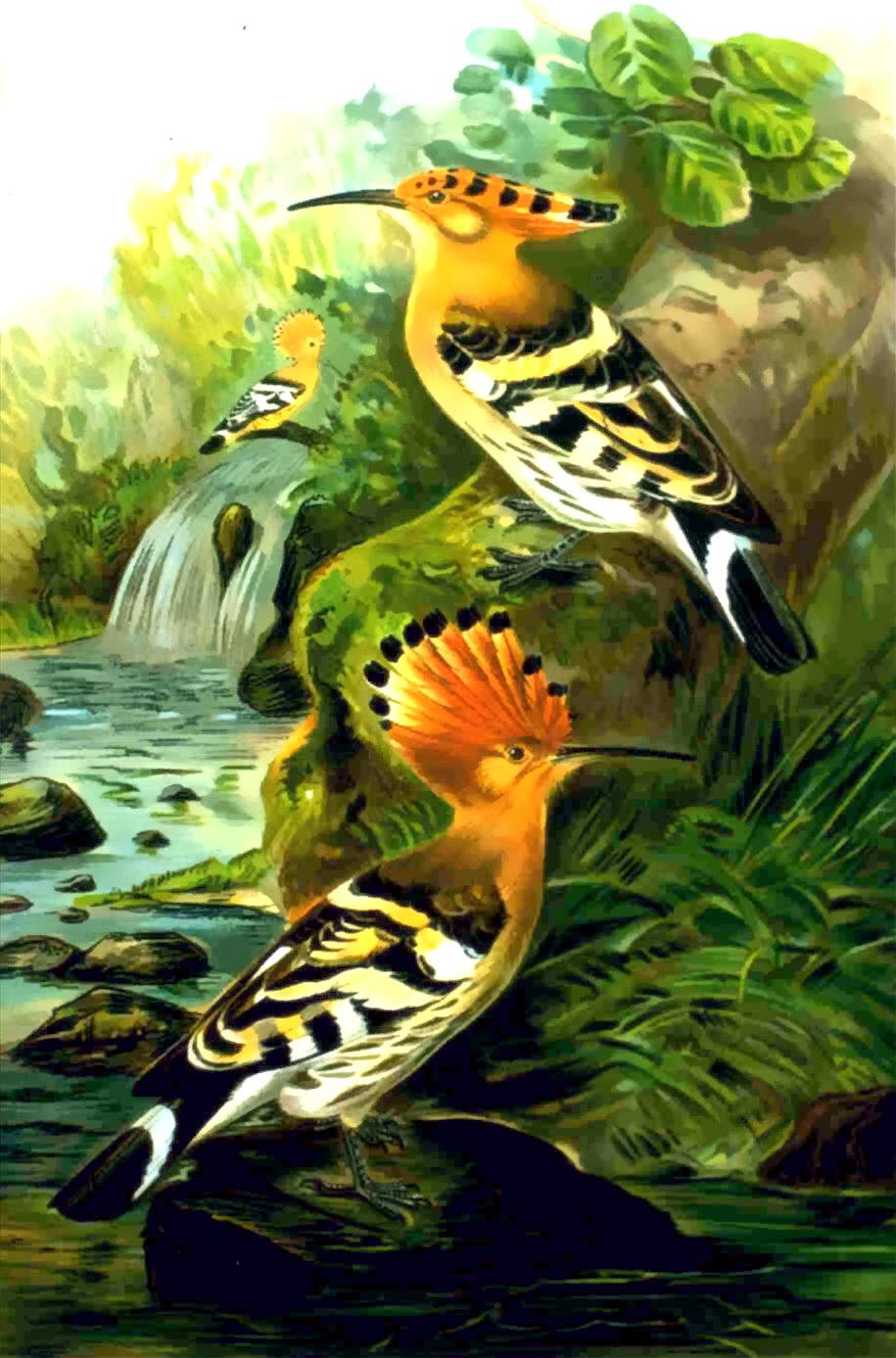
Пара удодов

Половой зрелости удод достигает в возрасте одного года. Моногамен. В России птицы прибывают к местам гнездовий довольно рано — в марте-апреле, когда ещё только появляются первые проталины. Сразу по прилёте самцы занимают территорию для размножения и ведут себя очень активно — громко кричат, издавая повторяющиеся глухие звуки «уп-уп-уп…» и тем самым подзывая самок. В вокализации несколько особняком стоит мадагаскарский подвид — его голос более напоминает раскатистое мурлыканье. В этот период наиболее часто и громко птицы кричат утром и вечером, реже днём. Во время ухаживания самец и самка медленно летают друг за другом, помечая место для будущего гнезда. Часто одна и та же территория используется в течение нескольких лет. Как правило, удоды размножаются отдельными парами, однако в случае соседства других удодов между самцами нередки драки на границе территорий, напоминающие петушиные бои. Гнездо устраивается в укромном месте — дупле дерева, каменистой расщелине, углублении на откосе обрыва, иногда в стене каменного или глиняного строения. Если поблизости подходящего укрытия не имеется, яйца могут откладываться прямо на земле среди высохших останков какого-либо животного — например, знаменитый немецкий и российский учёный Пётр Паллас описывал гнездо удода в грудной клетке человеческого скелета. Выстилка либо отсутствует вовсе, либо содержит лишь несколько травинок, перьев и кусочков коровьего навоза. Дупло может также содержать в себе гнилую древесную труху. В отличие от подавляющего большинства птиц, удоды никогда не убирают помёт из гнезда, который постепенно скапливается вокруг. Кроме того, в период насиживания и кормления птенцов у птиц вырабатывается маслянистая жидкость, выделяемая из копчиковой железы и имеющая резкий неприятный запах. Такая адаптация помогает удодам уберечься от некрупных наземных хищников, однако вследствие этого среди людей птица имеет репутацию «нечистоплотной».

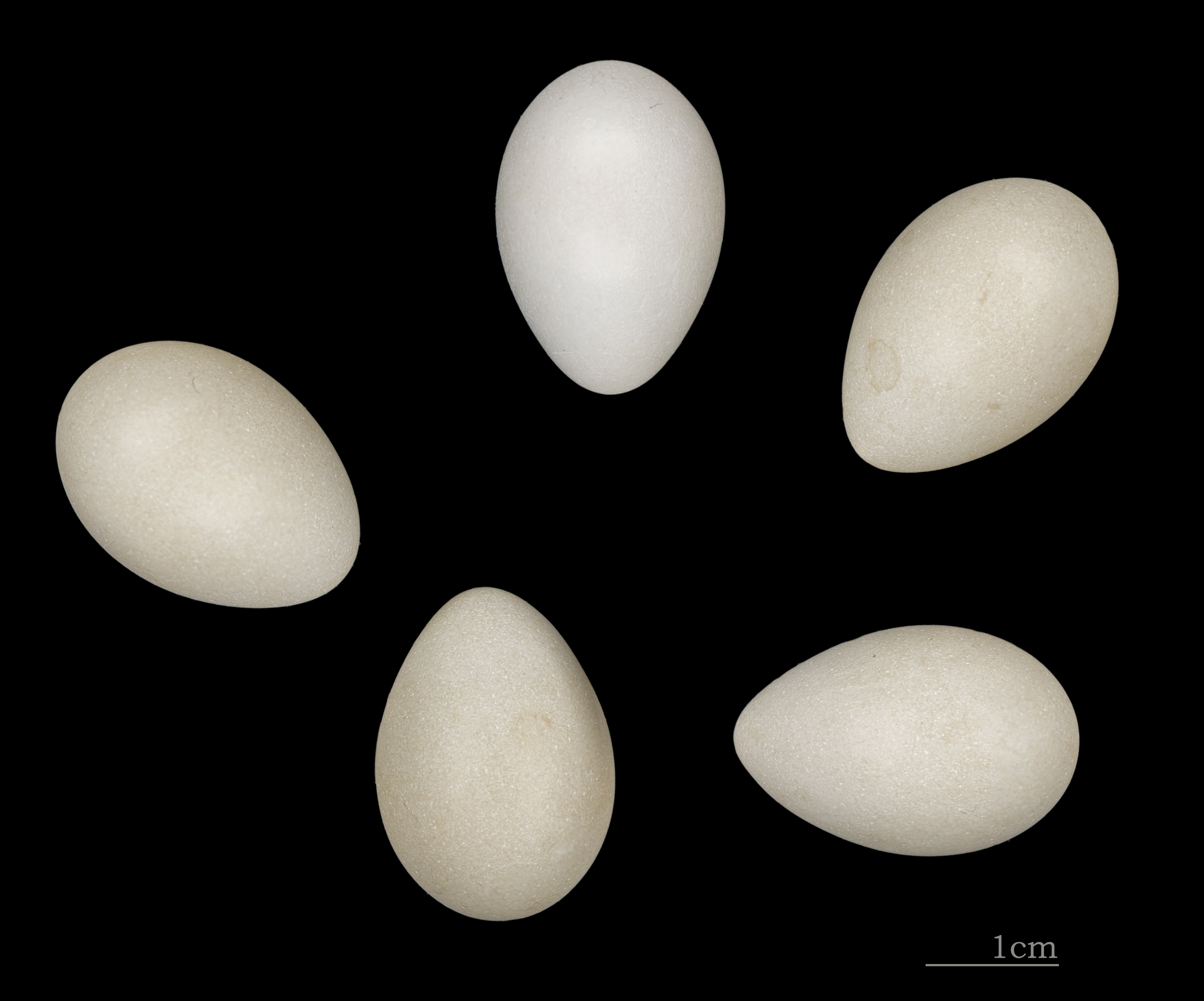
Яйца удода

Выведение потомства обычно происходит один раз в год, хотя в случае оседлого образа жизни отмечены повторные (до трёх) циклы. Размер кладки в условиях умеренного климата состоит из 5—9 яиц, в тропиках из 4—7 яиц. Яйца продолговатые, размером 26×18 мм и весом около 4,4 г. Окраска варьирует в широких пределах от серовато-белого до тёмно-бурого цвета, может иметь голубоватый или зеленоватый оттенок. В день откладывается по одному яйцу, насиживание начинается с первого яйца и продолжается в течение 25—32 дней (инкубационный период — 15—16 дней). В первые дни самец не сменяет самку, но кормит её, а перед концом инкубации иногда заменяет её на яйцах. Появившиеся на свет птенцы слепые и покрыты редкими рыжеватыми с черными вершинами волосовидными пушинками, которые через несколько дней сменяются другим пером, розовато-белого цвета и более густым. Выкармливанием птенцов занимаются оба родителя, поочерёдно принося им личинки насекомых и червей. В возрасте 20—27 дней (в средней полосе России — конце июня или начале июля) птенцы покидают гнездо и начинают летать, хотя ещё в течение нескольких недель остаются рядом с родителями.

## Питание

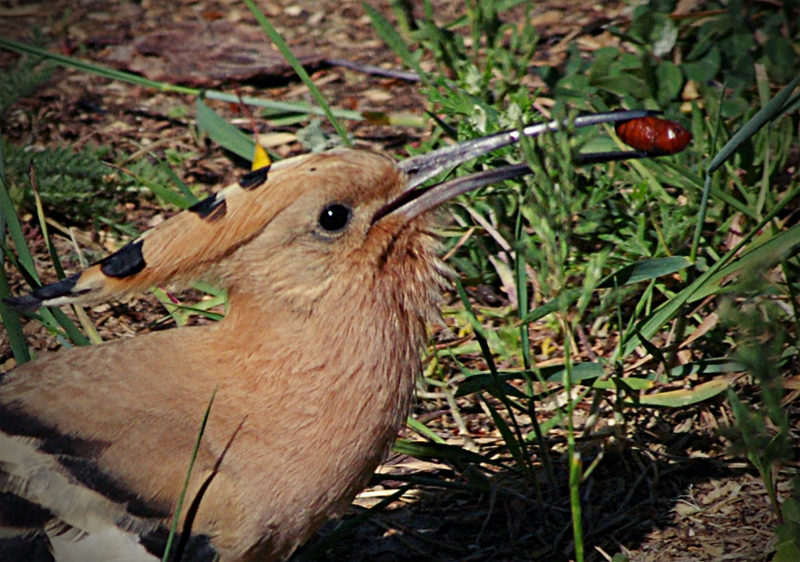
Удод с куколкой насекомого

Основу питания удода составляют мелкие беспозвоночные животные: насекомые, их личинки и куколки (майские жуки, жуки-навозники, мертвоеды, кузнечики, бабочки, степные кобылки, мухи, муравьи, термиты), пауки, мокрицы, многоножки, мелкие моллюски и т. п. Реже ловит мелких лягушек, ящериц и змей.
Кормится на поверхности земли, обычно в невысокой траве либо на оголённой почве. Обладая длинным клювом, часто ковыряется в навозе, мусорных кучах и гнилой древесине, проделывает неглубокие дыры в земле. Нередко сопровождает пасущийся скот. Язык короткий, поэтому удод иногда не в состоянии проглотить добычу с земли — для этого птица подбрасывает её в воздух, ловит и проглатывает. Крупных жуков бьет о землю, разбивая на части.

## Удод в культуре народов мира

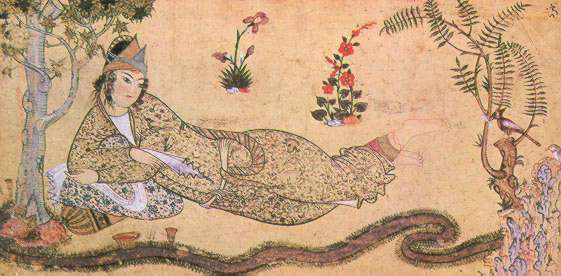
«Царица Билкис и удод». Персидская миниатюра, ок. 1590—1600

Удод — заметная птица и издревле упоминается в различных литературных источниках, в том числе и священных писаниях: Коране и Библии. В древнегреческой мифологии, согласно произведениям древних классиков, фракийский царь Терей, сын бога войны Ареса и бистонской нимфы, был превращён в удода после того, как попытался убить своих жён.
У ингушей и чеченцев до принятия ислама удод («тушол-котам») считался священной птицей и символизировал богиню весны, плодородия и деторождения Тушоли. Убить удода можно было лишь с разрешения жреца для ритуальных целей, а его гнездо во дворе считалось хорошей приметой.
В исламе (Коран 27:20—28) и некоторых еврейских источниках (таких как «Таргум Шени» к «Книге Есфирь» и «Мидраш Мишлей», мидраш к Книге притч) удод ассоциируется с повелителем птиц и зверей царём Соломоном. Согласно легенде, однажды правитель не обнаружил удода среди своих птиц, а когда тот наконец нашёлся, то рассказал о чудесном городе Киторе и его правительнице, прекрасной царице Савской (Билкис у мусульман), поклоняющейся Солнцу. Царь отправил удода в Савскую землю с посланием к царице. В ответ на письмо она отправила ему богатые дары, а затем совершила визит к царю в Иерусалим.
В пятой книге Пятикнижия (Торы) и Ветхого Завета «Второзаконие», предположительно составленной в VII веке до н. э., удод упоминается в числе птиц, запрещённых к употреблению в пищу:

Всякую птицу чистую ешьте;

но сих не должно вам есть из них: орла, грифа и морского орла,

и коршуна, и сокола, и кречета с породою их,

и всякого ворона с породою его,

и страуса, и козодоя, и чайки, и ястреба с породою его,

и сову, и филина, и ибиса,

и пеликана, и сипа, и рыболова,

и журавля, и цапли с породою её, и удода, и нетопыря.

Оригинальный текст (иврит)
11 כָּל־צִפֹּ֥ור טְהֹרָ֖ה תֹּאכֵֽלוּ׃ 
 12 וְזֶ֕ה אֲשֶׁ֥ר לֹֽא־תֹאכְל֖וּ מֵהֶ֑ם הַנֶּ֥שֶׁר וְהַפֶּ֖רֶס וְהָֽעָזְנִיָּֽה׃ 
 13 וְהָרָאָה֙ וְאֶת־הָ֣אַיָּ֔ה וְהַדַּיָּ֖ה לְמִינָֽהּ׃ 
 14 וְאֵ֥ת כָּל־עֹרֵ֖ב לְמִינֹֽו׃ 
 15 וְאֵת֙ בַּ֣ת הַֽיַּעֲנָ֔ה וְאֶת־הַתַּחְמָ֖ס וְאֶת־הַשָּׁ֑חַף וְאֶת־הַנֵּ֖ץ לְמִינֵֽהוּ׃ 
 16 אֶת־הַכֹּ֥וס וְאֶת־הַיַּנְשׁ֖וּף וְהַתִּנְשָֽׁמֶת׃ 
 17 וְהַקָּאָ֥ת וְאֶֽת־הָרָחָ֖מָה וְאֶת־הַשָּׁלָֽךְ׃ 
 18 וְהַ֣חֲסִידָ֔ה וְהָאֲנָפָ֖ה לְמִינָ֑הּ וְהַדּוּכִיפַ֖ת וְהָעֲטַלֵּֽף׃ 

Несмотря на это, ещё в конце XIX века в Германии мясо взрослых удодов и птенцов ели и находили его «очень вкусным».

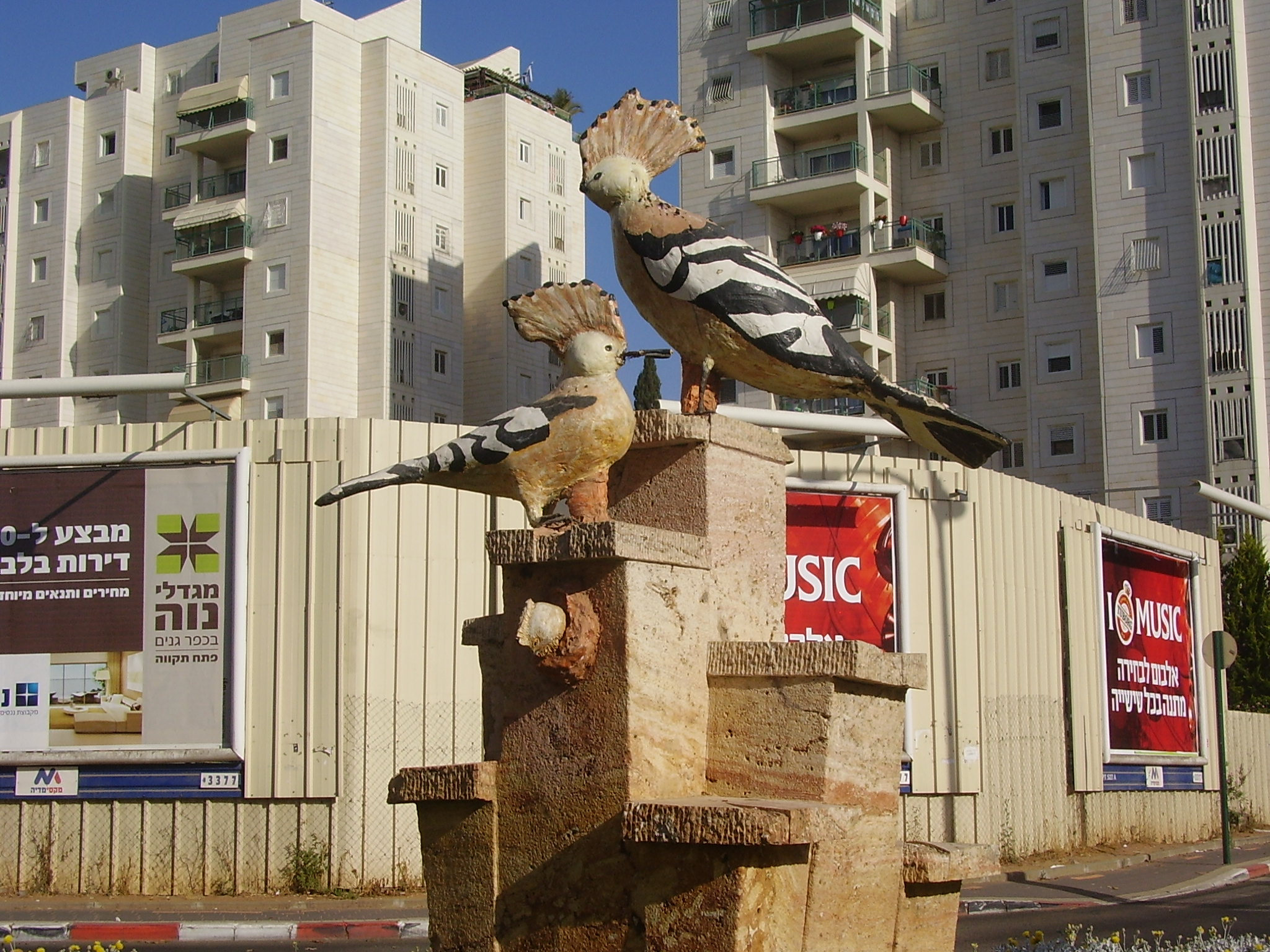
Памятник удоду на ул. Ротшильда в Петах-Тикве

Один из батальонов Армии обороны Израиля носит название «Духифат», что на иврите означает «удод». В мае 2008 года, в связи с 60-летием Израиля, по инициативе Министерства экологии были объявлены выборы национальной птицы этого государства. В результате голосования, в котором могли принять участие все жители страны, был выбран удод — более 35 % высказались в пользу этой птицы, оставив позади главных соперников: щегла, сипуху, белогрудого зимородка и других пернатых обитателей Израиля.
В сочинении великого персидского поэта-суфия Фаридаддина Аттара «Парламент птиц» удод символизирует вождя человечества, предлагая птицам отправиться на дальние поиски их таинственного Короля Симурга, живущего на горе Каф. Это произведение, полное разных образов и смысла, стало одним из центральных в суфизме. В средневековых сборниках зоологических статей, бестиариях, удоды часто изображались птицами, заботящимися о своих престарелых родителях.
В русской литературе об удоде упоминал Велимир Хлебников в наброске автобиографической повести в стихах (1909):

Меня окружали степь, цветы, ревучие верблюды,

Круглообразные кибитки,

Моря овец, чьи лица однообразно-худы,

Огнём крыла пестрящие простор удоды,

Пустыни неба гордые пожитки.

Так дни текли, за ними годы.

Отец, далеких гроза сайгаков,

Стяжал благодарность калмыков…

Ручные вороны клевали

Из рук моих мясную пищу,

Их вольнолюбивее едва ли

Отроки, обреченные топорищу.

Досуг со мною коротая,

С звенящим криком: «сирота я»,

Летел лебедь, склоняя шею,

Я жил, природа, вместе с нею.

У Самуила Маршака есть пересказ чешской народной песенки «Несговорчивый удод».
Удод изображён на банкноте Гамбии номиналом в 50 даласи и на почтовых марках многих стран мира.
Союз охраны птиц России объявил 2016 год годом удода.

## Систематика и эволюция
Удоды — единственный современный род птиц, относящийся к семейству Upupidae (один вид, гигантский удод (Upupa antaios), обитавший на острове Святой Елены, вымер в XVI веке). Удодов относят к отряду Bucerotiformes, куда помимо них включены ещё 3 семейства, включая и птиц-носорогов, которых долгое время считали ближайшими родственниками удодов. Основанием близкого родства считается ряд общих анатомических особенностей, в частности строение грудной кости. Однако в последнее время ряд учёных выделяет удодовых (Upupidae), а также семейство лесных удодов (Phoeniculidae) в отдельный отряд удодообразных (Upupiformes). На основании молекулярных исследований (сравнительного анализа ДНК), американскими биологами Чарльзом Сибли и Джоном Алквистом была выдвинута гипотеза, что предками удодов являются птицы-носороги, а лесные удоды произошли от удода. Обычно описывают 10 подвидов удодов в зависимости от размера, тонов окраски и формы крыльев. Некоторые авторы, как, например, Джеймс Клеменс в справочнике «Птицы мира» (англ. Birds of the World: A Checklist), на основании работ Сибли и Алквиста выделяет африканского удода (U. e. africana) как отдельный вид.
Наиболее древней группой птиц, похожей на современных удодов, считается вымершее семейство Messelirrisoridae (сестринское по отношению к Upupidae и Phoeniculidae), представители которого доминировали в Европе в среднем эоцене около 49 млн лет назад.

### Подвиды
Международный союз орнитологов выделяет 7 подвидов:
- Upupa epops epops, обыкновенный удод — номинативный подвид. Евразия от Атлантики на западе до Скандинавского полуострова, центральных и южных районов России, Ближнего Востока, Ирана, Афганистана, северо-западной Индии и северо-западного Китая на востоке. Канарские острова, остров Мадейра и северо-западная Африка.
- Upupa epops major — Египет, северный Судан и восточный Чад. Самый крупный подвид. Кроме того, выделяется более длинным клювом, сероватым оттенком верхней части туловища и узкой перевязочной полосой на хвосте.
- Upupa epops senegalensis, сенегальский удод — Алжир, засушливый пояс Африки от Сенегала до Эфиопии и Сомали. Наиболее мелкая форма. Крылья более короткие, с большим количеством белого на второстепенных маховых.
- Upupa epops waibeli — Экваториальная Африка от Камеруна и северного Заира на западе до Уганды и северной Кении на востоке. Похож на U. e. senegalensis, но в целом тона более тёмные.
- Upupa epops saturata — Евразия от центральных и южных районов России на восток до Японских островов, южного и центрального Китая. Размером с номинативный подвид, отличается слегка более сероватым оперением спины и менее выраженным оттенком розового на брюхе.
- Upupa epops ceylonensis — Центральная Азия к югу от Пакистана и северной Индии, Шри-Ланка. Меньше размером, в целом более рыжий. Белый цвет на вершине хохолка отсутствует.
- Upupa epops longirostris — индийский штат Асом, Бангладеш, Индокитай, восточный и южный Китай, полуостров Малакка. Крупнее номинативного подвида. По сравнению с U. e. ceylonensis окрас более бледный, а белые полосы на крыльях у́же.